# Kamehatylus processicer
Kamehatylus processicer is een vlokreeftensoort uit de familie van de Atylidae. De wetenschappelijke naam van de soort is voor het eerst geldig gepubliceerd in 1970 door Sivaprakasam.